# Incidentul OZN din Munții Berwyn
Incidentul OZN din Munții Berwyn a fost o presupusă prăbușire a unui OZN în Marea Britanie. Ambele incidente, atât cel din Munții Berwyn cât și cel din Pădurea Rendlesham au fost numite Incidentul Roswell britanic.
Incidentul  OZN din Munții Berwyn a avut loc la 23 ianuarie 1974 în Munții Berwyn în Llandrillo, Merionethshire, North Wales. 

## Incidentul OZN
Un număr neobișnuit de lumini s-au observat pe cer. Evenimentul a fost urmat de o agitare dramatică a pământului. S-a considerat că s-a prăbusit un avion sau un meteorit. Într-o oră, poliția a cercetat Munții Berwyn și a fost ajutată de o echipa de salvare a aviației britanice de la Anglesey. Nimic nu a fost găsit  și toate căutările au fost anulate la ora 2 pm în ziua următoare. 

## Explicații științifice
Dovezile științifice indică faptul că evenimentul a fost generat de un cutremur combinat cu observarea unui meteorit luminos observat pe scară largă deasupra Țării Galilor și nordul Angliei..
Institutul de Științe Geologice engleză Institute of Geological Sciences a raportat că a fost un cutremur cu o magnitudine 3,5. Cutremurul a fost simțit la 8:38 în acea noapte pe o arie largă din nordul Țării Galilor și în depărtare pâna la Liverpool. Nu a fost identificat imediat ce a fost, până la ancheta poliției. Cu toate acestea, amploarea șocului a fost de așa natură încât la locul impactului craterul rezultat a fost suficient de mare pentru a fi vizibil cu ușurință. Luminile neobișnuite pot să fi fost pur și simplu de la meteorit, dar poate fi inclus, de asemenea, fenomenul cunoscut sub numele de lumina de cutremur.

## Speculații OZN
Mai târziu s-a susținut că s-a prăbușit un OZN , că organismele non-umane au fost găsite și că guvernul britanic a mușamalizat evenimentul. Au apărut ulterior informații cum că zona a fost încercuită, în timp ce militarii au recuperat mai multe rămășite. De asemenea, au existat rapoarte cum că satele din apropiere au fost vizitate de Bărbați în Negru.
Supozițiile că zona a fost încercuită de către militari au fost demonstrate de către cercetătorul Andy Roberts care s-a referit la un eveniment din 1982, când un Harrier Jump Jet s-a prăbușit în zonă.